# Zgromadzenie (film)
Zgromadzenie (tytuł oryg. The Gathering) – amerykańsko-brytyjski film fabularny (dreszczowiec) z 2002 roku w reżyserii Briana Gilberta. Światowa premiera filmu miała miejsce 23 lutego 2003 roku festiwalu filmowym Fantasporto. Premiera w Polsce miała miejsce 4 czerwca 2004 roku. W roli głównej wystąpiła Christina Ricci.

## Obsada
- Christina Ricci jako Cassie Grant
- Ioan Gruffudd jako Dan Blakeley
- Kerry Fox jako Marion Kirkman
- Stephen Dillane jako Simon Kirkman
- Simon Russell Beale jako Luke Fraser
- Jessica Mann jako Emma Kirkman
- Harry Forrester jako Michael Kirkman
- Robert Hardy jako biskup
- Peter McNamara jako Frederick Michael Argyle

## Fabula
Jest to historia Cassie Grant, młodej Amerykanki, która zjawia się w prowincjonalnym angielskim miasteczku. Dziewczyna ulega wypadkowi, a jego sprawczyni, Marion Kirkman, decyduje się jej pomóc, gdyż na skutek niefortunnego zdarzenia Cassie tymczasowo traci pamięć. Zamieszkuje ona wraz z kobietą i jej rodziną – mężem i dwójką dzieci – w pałacu na obrzeżach miasteczka. Wkrótce zaczyna dochodzić do dziwnych wydarzeń. Cassie zaczyna miewać wizje, podobnie zresztą jak syn Marion.